# Xia Boyu
Xia Boyu (Chongqing, 1949) és un alpinista discapacitat xinès, que el 2018 coronà el cim de l'Everest.
El 14 de maig del 2018, amb 69 anys, Xia Boyu va aconseguir arribar al cim de l'Everest. Abans, havia fracassat en els seus quatre intents previs. I havia perdut les dues cames en un altre intent, quan encara tenia 25 anys i, mentre atacava l'Everest, se li van congelar els dits dels peus i els turmells i els bessons i van haver d'amputar-li per sobre dels genolls. El 1975, Xia Boyu va perdre els peus i part de les cames, després de lliurar la seva bossa de dormir a un company malalt durant una tempesta a gran altura.
Després d'aquest intent fallit en va viure quatre més. Anys més tard de l'accident, va superar un càncer i altres complicacions de salut que el van tornar a portar al quiròfan per ampliar la zona d'amputació. Amb dues pròtesis que podien acabar en peu de gat, grampó o sabatilla va decidir reprendre el projecte i va viatjar a l'Everest el 2014 disposat a arribar fins al seu cim. El divendres 18 d'abril, a les 6:30 del matí, una allau va escombrar la zona propera a la cascada de gel, va matar setze xerpes nepalesos i va posar fi al segon intent de Boyu.
El tercer va arribar la següent primavera i també li va tocar bregar amb la tragèdia, aquest cop en forma de terratrèmol. El tremolor que va sacsejar Nepal el 25 d'abril de 2015 va deixar centenars de morts al país, milers d'infraestructures danyades i desenes d'alpinistes atrapats en els diferents campaments de l'Everest.
El seu quart intent va tenir lloc el maig del 2016 i encara que no va haver-hi grans contratemps, no va aconseguir el cim. La primavera del 2018 va decidir intentar-ho per cinquena vegada acompanyat pel nepalès Mingma Gyaljje Sherpa, director de l'empresa Imagini Nepal. Després de dècades d'insistència, per fi ho va aconseguir.
L'últim, entrabanc, perø, van ser les noves lleis del Nepal, que gairebé el deixaren fora de joc quan el Govern del país va anunciar el desembre del 2017 que la burocràcia dels permisos seria més restrictiva per a les persones discapacitades, mesura que afectava de ple a Boyu. Unes setmanes després, els tribunals van considerar que les mesures eren discriminatòries i van anul·lar les restriccions, cosa que va permetre que Xia Boyu pogués conquistar el seu objectiu.
L'Acadèmia Laureus, el club dels Oscar de d'esport ha col·locat a Xia Boyu a la llista dels deu candidats a la major proesa del 2018.